# 工藤慎太郎 愛でいこうぜ!
工藤慎太郎 愛でいこうぜ!（くどうしんたろう あいでいこうぜ）は、文化放送のラジオ番組。パーソナリティーは工藤慎太郎。

## 概要
2008年1月7日、月曜19:30 - 20:00で放送開始。2008年3月24日の第12回でこの枠での放送は終了。2008年4月1日より、火曜26:00 - 27:00に移動・拡大してリニューアルスタート。
2008年度のナイターオフシーズンにはラジオアミューズメントパーク内の番組として13局ネットで放送。
2009年9月29日をもって文化放送では放送終了となったが2009年度以降も地方局においてはラジオアミューズメントパークで放送していた。
リニューアル後は、「工藤慎太郎 愛でいこうぜ! ○○編」と毎週異なるサブタイトルが付いている。リニューアル第1回は「入門編」だった。なお、ジングルは単に「工藤慎太郎 愛でいこうぜ!」となっている。ミニ番組では、「工藤慎太郎 愛でいこうぜ! まるまる編」と紹介されている。
2010年7月10日から2011年7月2日までの間、土曜28:30 - 29:00の枠で文化放送での放送が復活していた。
工藤の音楽活動の休業によって2011年に完全終了した。

## ミニ番組
- 星井七瀬 ソフトクリームのせ☆ちょっと多めで!（26:30 - 26:40）
「星井七瀬 恋愛シミュレーション」の後継番組。2009年3月31日放送分で終了。

## ネット局
フルネット局
- IBC岩手放送
- 和歌山放送
- 山陽放送
- 山口放送
- 南海放送

21:50飛び降り局
- 秋田放送
- 北日本放送
- 福井放送
- 山陰放送
- 西日本放送
- 高知放送
- 長崎放送